# 스태튼아일랜드 철도

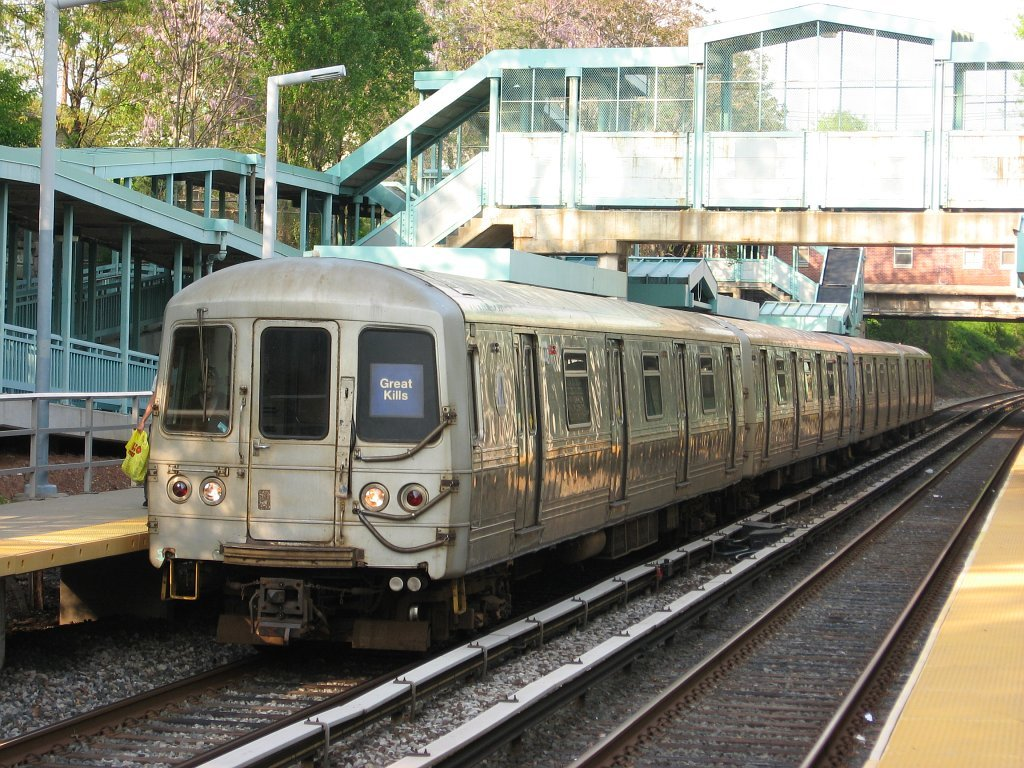
스태튼아일랜드 철도

스태튼아일랜드 철도(Staten Island Railway)는 뉴욕의 섬인 스태튼아일랜드를 달리는 철도 노선이다. 약칭은 SIR이다. 종종 철도를 운영하는 회사를 가리키는 것도 있지만, 정식 회사명은 스태튼아일랜드 래피드 트랜짓 오퍼레이팅 오서리티(Staten Island Rapid Transit Operating Authority)이며 뉴욕 근교의 통근 열차, 버스 등을 운영하는 메트로폴리탄 트랜스포테이션 오서리티 (MTA)의 산하에 있다. SIR은 뉴욕 지하철에서 사용되고있는 R44형 차량의 변종을 소지하고 사용하고 있다. 노선은 섬 밖으로 통하지 않고 다른 철도도 운행하지 않기 때문에, SIR에 승차한 통근객은 주로 섬의 북쪽에서 페리를 타고 맨해튼으로 향한다. SIR은 평일에만 전선에서 완행 열차 한정으로 24시간 운행한다.